# Brockscheid
Brockscheid ist eine Ortsgemeinde im Landkreis Vulkaneifel in Rheinland-Pfalz. Sie gehört der Verbandsgemeinde Daun an.

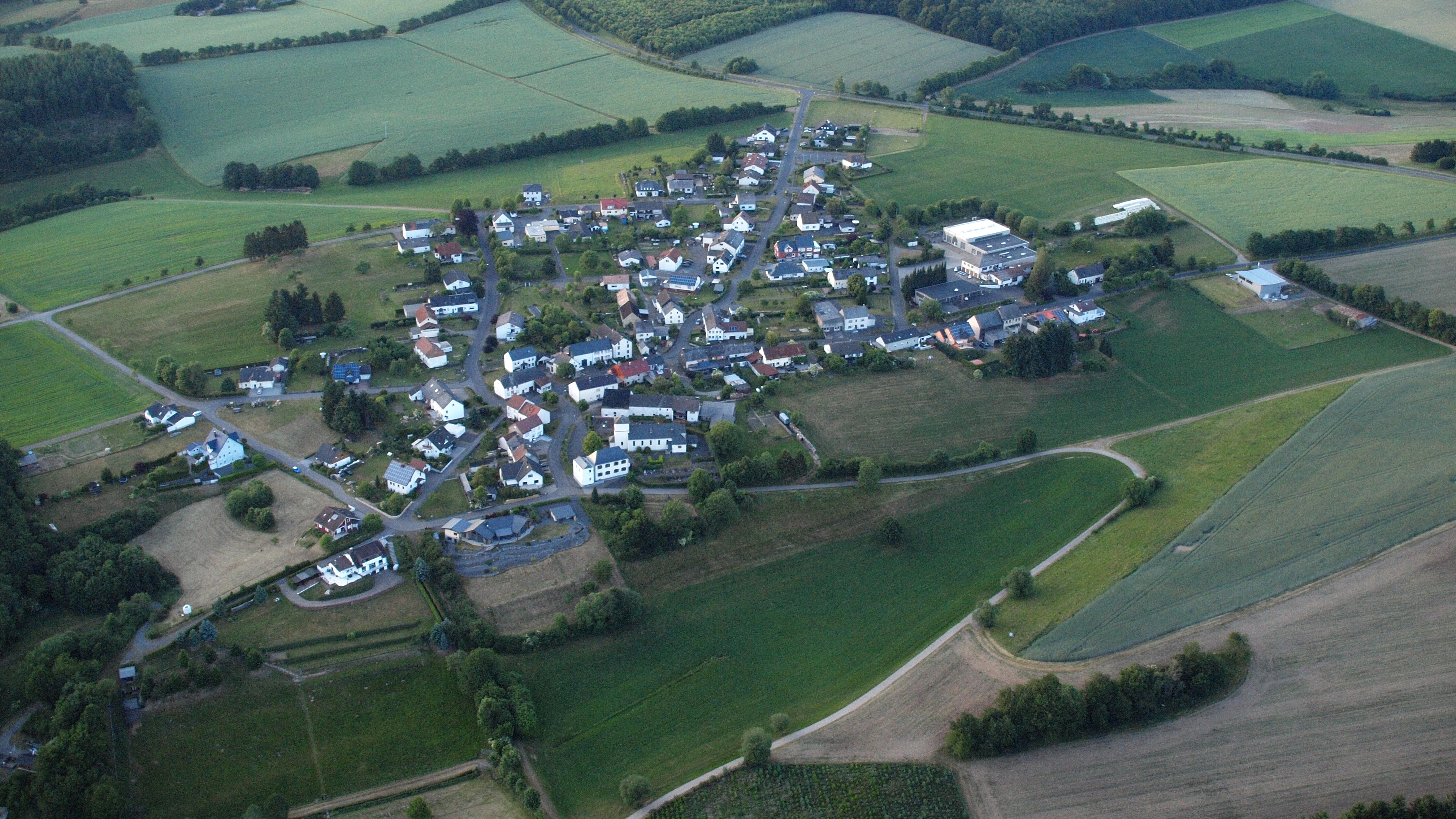
Brockscheid, Luftaufnahme (2015)

## Geographie
Der Ort liegt in der Vulkaneifel.

## Geschichte
1563 hatte Brockscheid unter dem Namen Prockscheid sieben, 1684 sechs Feuerstellen. Landesherrlich gehörte die Ortschaft bis Ende des 18. Jahrhunderts zum Kurfürstentum Trier und unterstand als Teil der Zent Udler der Verwaltung des Amtes und Hochgerichts Daun.
Bevölkerungsentwicklung
Die Entwicklung der Einwohnerzahl von Brockscheid, die Werte von 1871 bis 1987 beruhen auf Volkszählungen:
| Jahr | Einwohner |
| ---- | --------- |
| 1815 | 66        |
| 1835 | 102       |
| 1871 | 106       |
| 1905 | 149       |
| 1939 | 181       |
| 1950 | 195       |
| 1961 | 177       |

| Jahr | Einwohner |
| ---- | --------- |
| 1970 | 204       |
| 1987 | 231       |
| 1997 | 226       |
| 2005 | 222       |
| 2011 | 201       |
| 2017 | 203       |
| 2023 | 196       |

## Politik

### Gemeinderat
Der Gemeinderat in Brockscheid besteht aus sechs Ratsmitgliedern, die bei der Kommunalwahl am 9. Juni 2024 in einer Mehrheitswahl gewählt wurden, und dem ehrenamtlichen Ortsbürgermeister als Vorsitzendem.

### Bürgermeister
André Becker wurde am 26. August 2024 Ortsbürgermeister von Brockscheid. Da bei der Direktwahl am 9. Juni 2024 kein Wahlvorschlag eingereicht wurde, oblag die Neuwahl des Bürgermeisters gemäß rheinland-pfälzischer Gemeindeordnung dem Rat der Gemeinde, der sich auf seiner konstituierenden Sitzung für André Becker entschied.
Beckers Vorgänger Frank Michels war zuletzt 2019 in seinem Amt bestätigt worden und kandidierte bei der Wahl 2024 nicht erneut. Zuvor hatte Lothar Schneider das Amt inne.

## Glockengießereien
In Brockscheid bestehen zwei von nur noch wenigen Glockengießereien in Deutschland.
- Die Glockengießertradition der Familie Mark lässt sich bis 1620 zurückverfolgen.[10][11] Die Eifeler Glockengießerei, seit 1840 in Brockscheid ansässig und in der sechsten Generation, wird von der einzigen Glockengießermeisterin Europas, Cornelia Mark-Maas, geführt (Stand Februar 2011).[12] Sie musste Ende Dezember 2019 Insolvenzantrag stellen.[13]
- Glocken- und Kunstguss Hermann Schmitt ist die zweite Gießerei.[14]

## Archäologische Bodendenkmale
Auf halbem Weg in Richtung Liesertal kann man die Fundamente der sogenannten Geisenburg erkennen. Die 1340 erbaute Burg trug ursprünglich den Namen Freudenstein.

## Siehe auch

Katholische Pfarrkirche St. Ursula
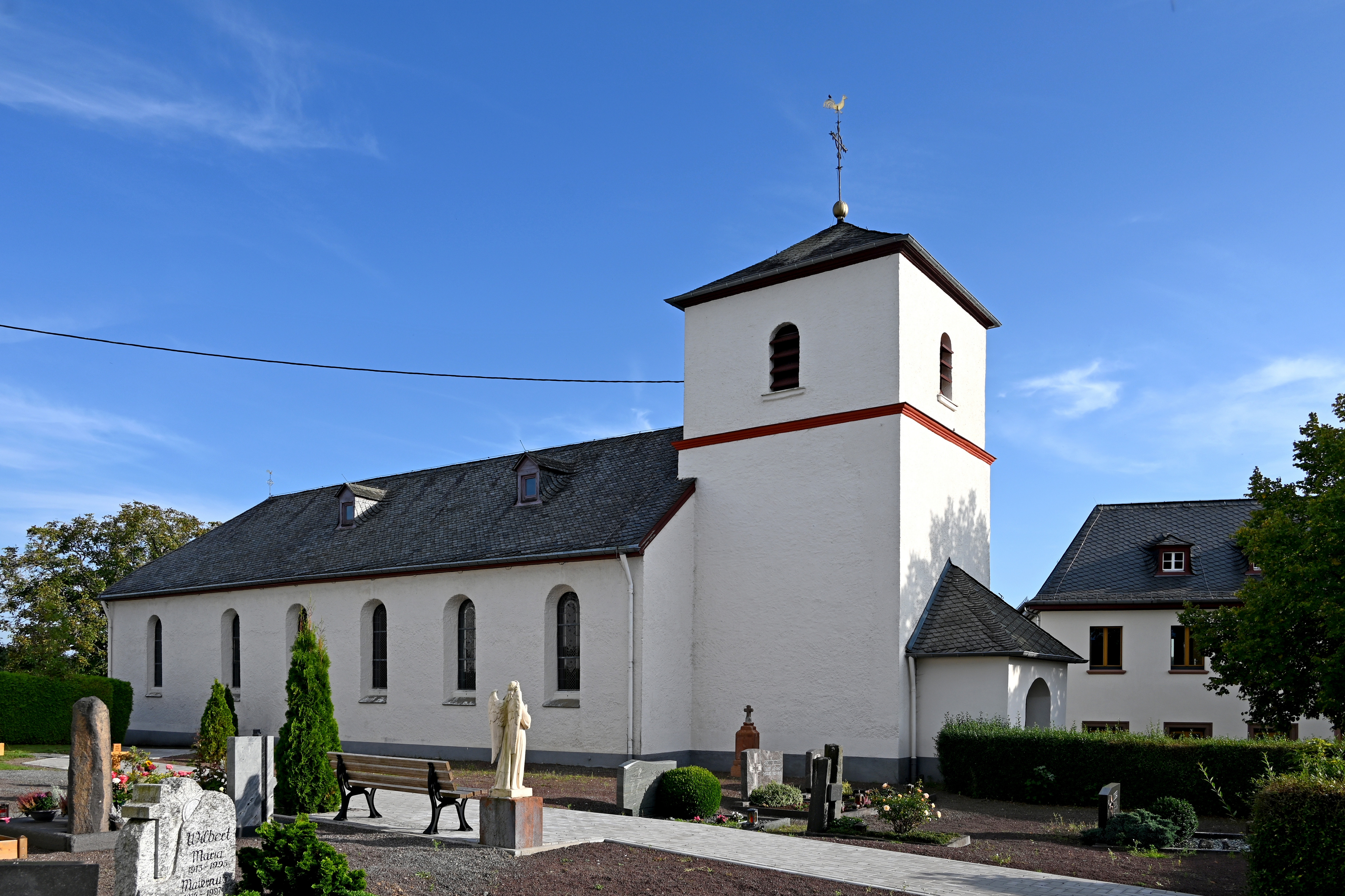
Nordseite
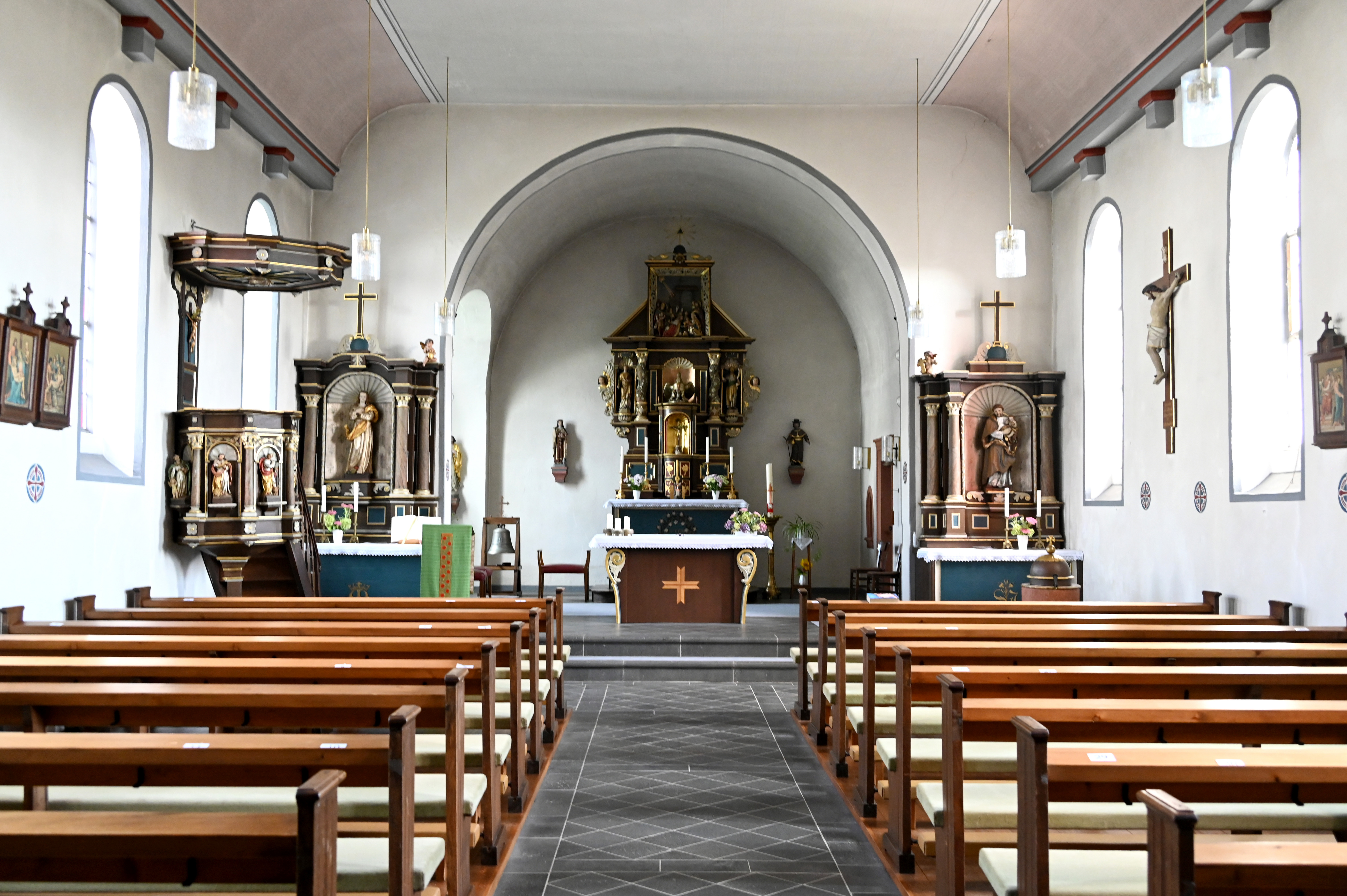
Innenraum
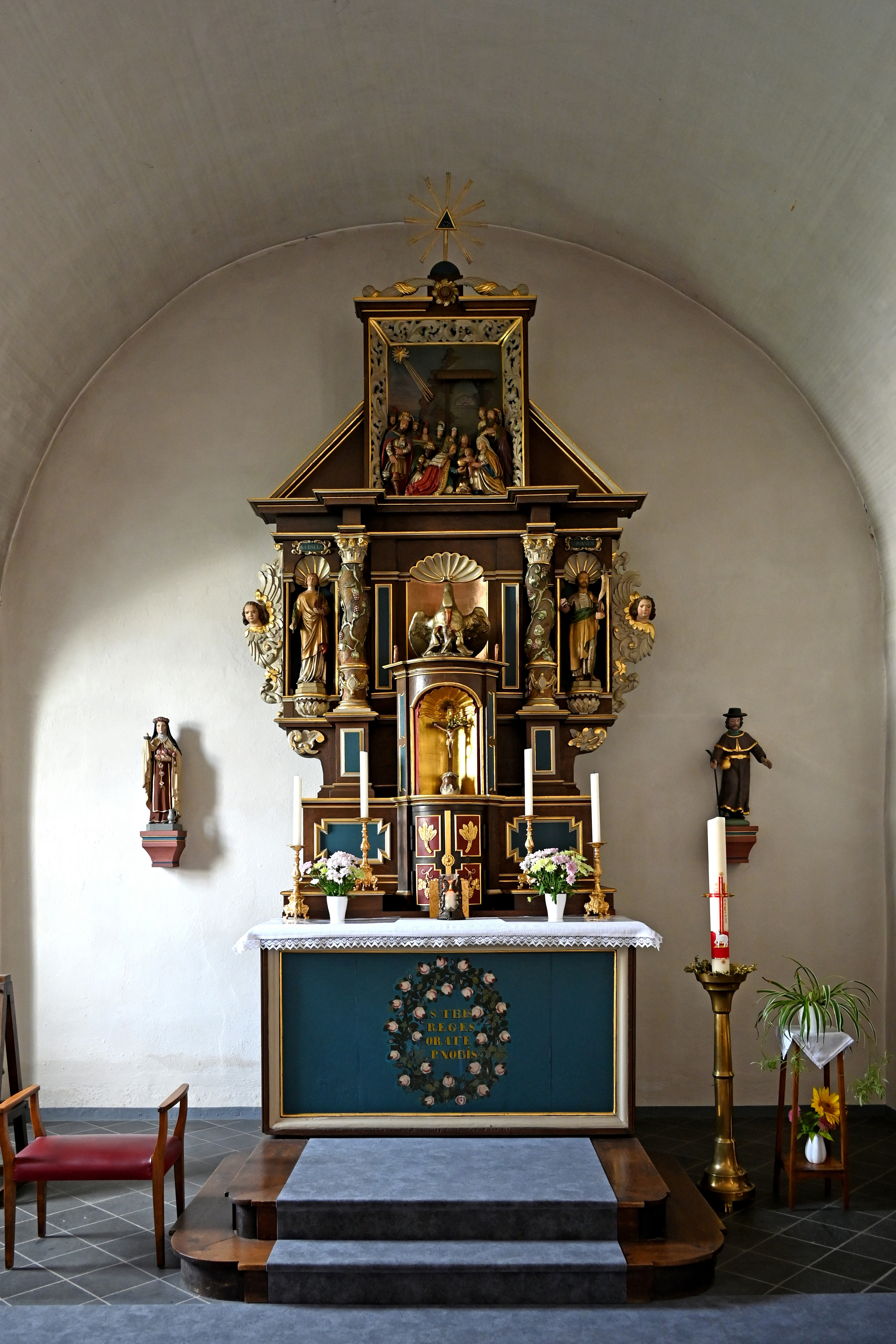
Barocker Hochaltar
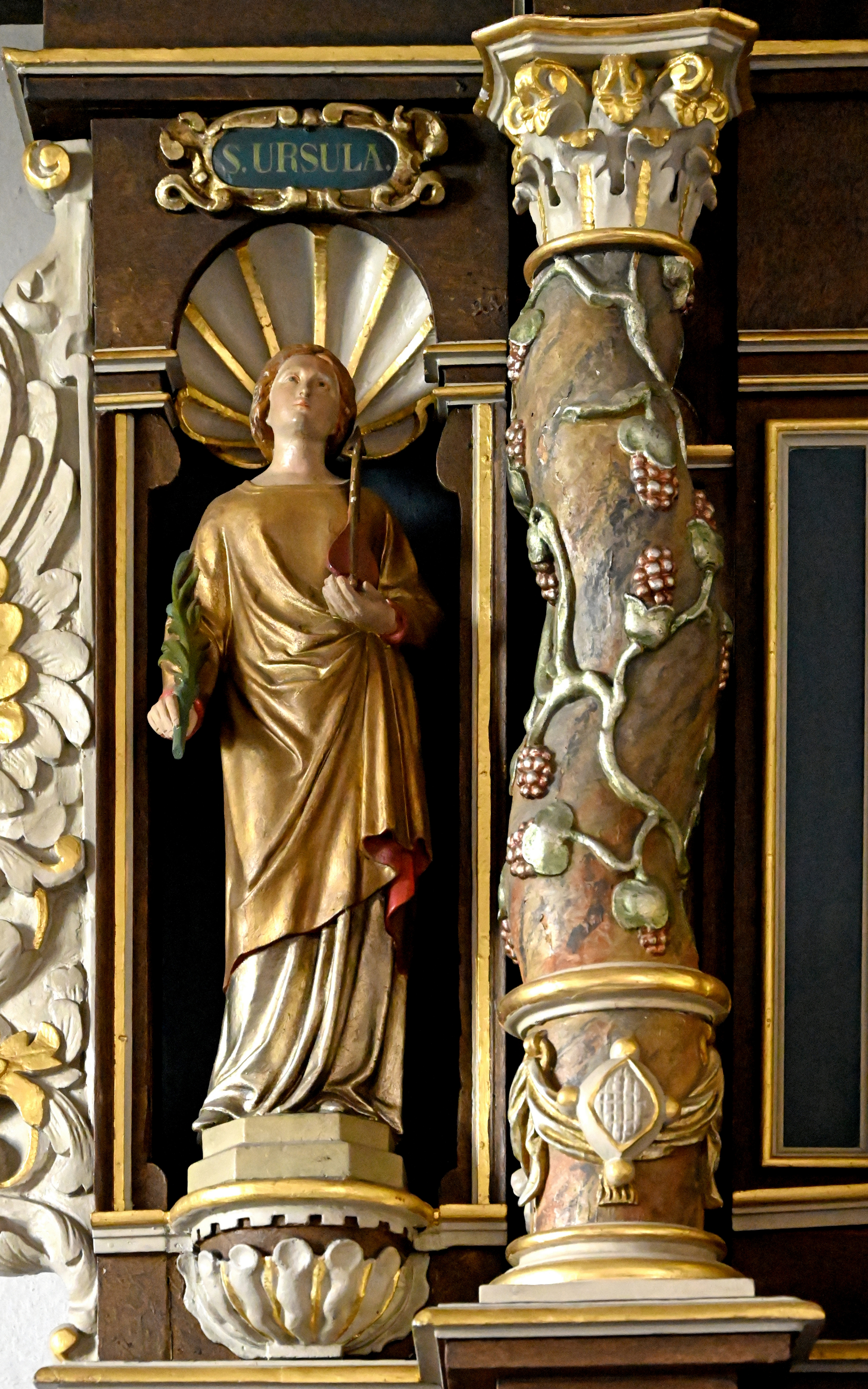
St. Ursula-Statue
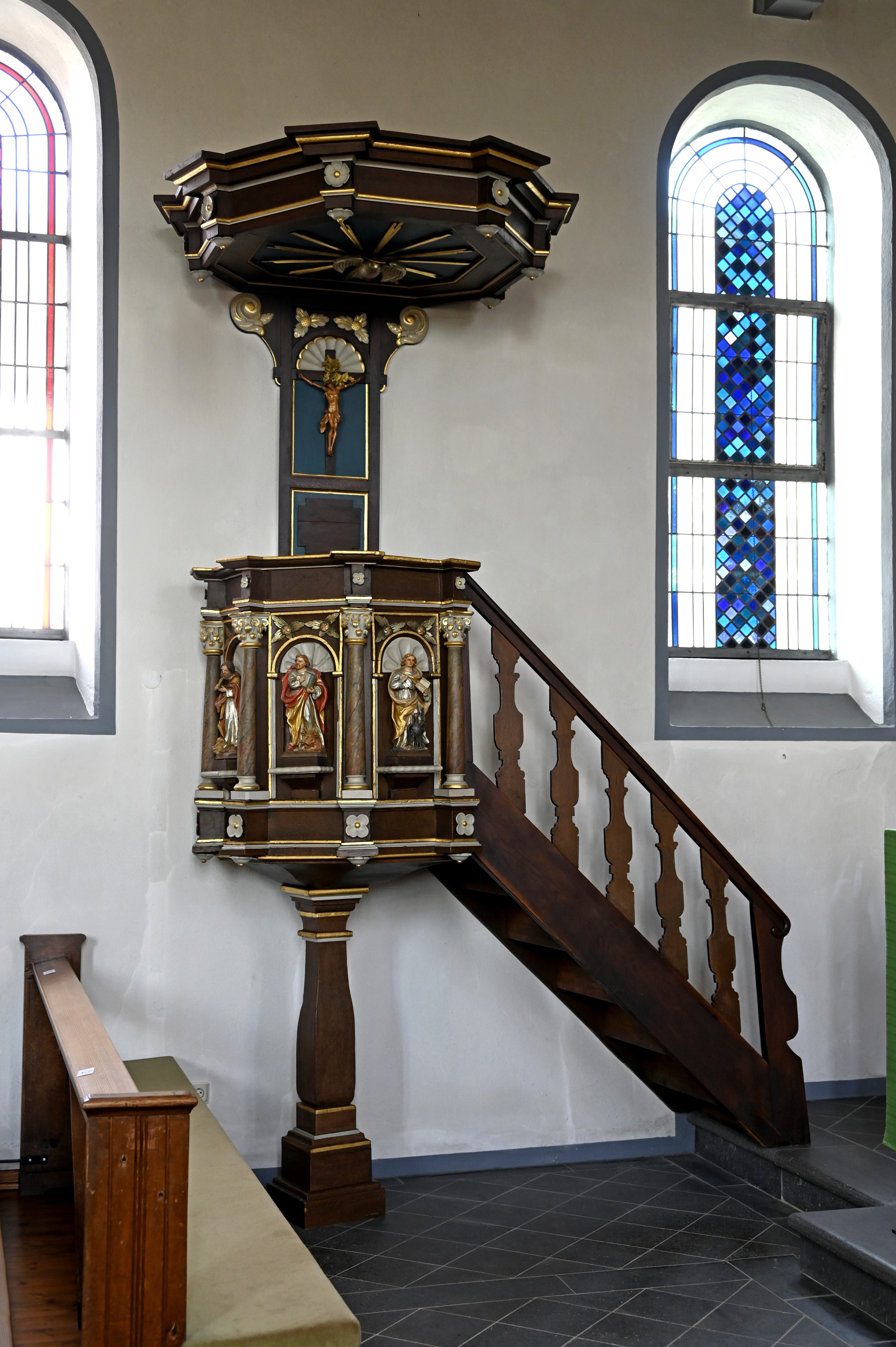
Kanzel
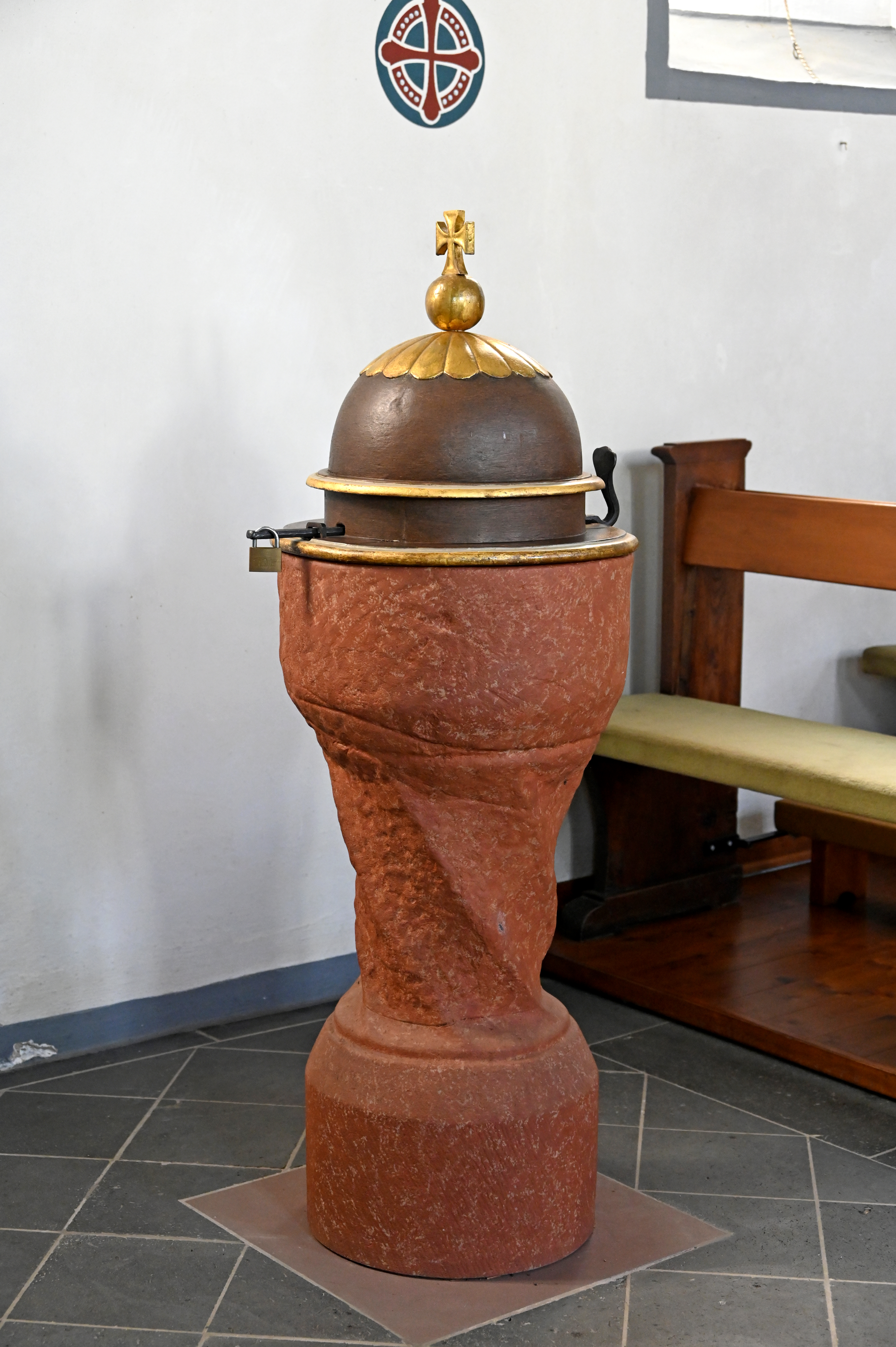
Taufstein